# (37485) 2211 T-1
2211 T-1 (asteroide 37485) é um asteroide da cintura principal. Possui uma excentricidade de 0.12614450 e uma inclinação de 6.63238º.
Este asteroide foi descoberto no dia 25 de março de 1971 por Cornelis Johannes van Houten e Ingrid van Houten-Groeneveld e Tom Gehrels em Palomar.